# Appunto

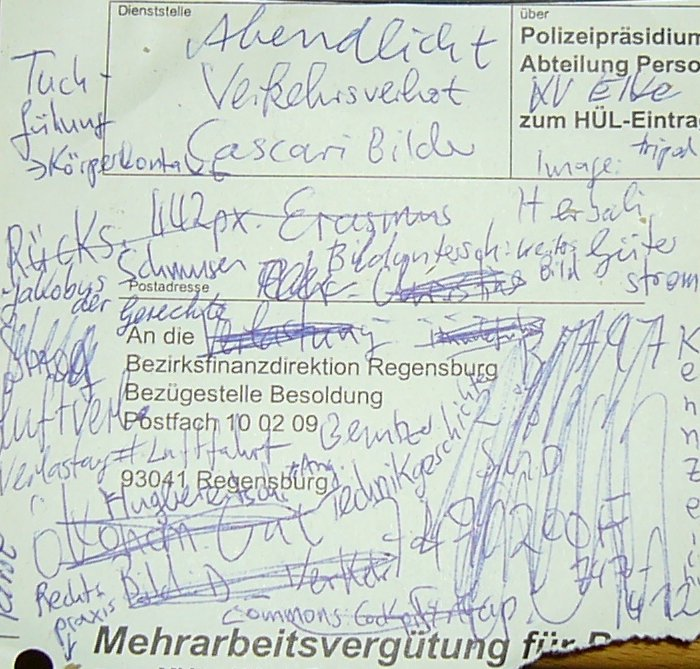
Molti appunti disordinati

L'appunto è una breve nota o riassunto conciso, scritto con lo scopo di ricordare qualcosa di rilevante, evitando lo sforzo mentale di doverlo ricordare. Gli appunti sono comunemente tratti da una fonte transitoria, come ad esempio una discussione in una lezione o una riunione (gli appunti di una riunione sono di solito chiamati verbale).
Il saper prendere appunti è una abilità fondamentale per il traduttore, per il giornalista, e per altre professioni.
Prendere appunti è altrettanto importante per gli studenti, specialmente nella scuola secondaria. In alcuni contesti, come ad esempio le lezioni universitarie, lo scopo degli appunti può anche essere quello di aiutare a fissare da subito le informazioni nella memoria, mentre le note in sé possono avere poi un'importanza secondaria.

## Storia
Prendere appunti è stato importante nella storia umana e nello sviluppo scientifico. Gli antichi greci hanno sviluppato le hypomnemata che erano annotazioni scritte personali su argomenti ritenuti importanti.
Il diario o taccuino manoscritto che serviva a una funzione simile è diventato popolare nel Rinascimento e all'inizio dell'età moderna.
Il filosofo John Locke sviluppò un sistema di indicizzazione che servì da modello per i diari di appunti; per esempio, ha ispirato un altro libro, Bell's Common-Place Book, Formed generally upon the Principles Recommended and Practised by Mr Locke (Libro degli appunti di Bell, realizzato secondo i metodi raccomandati e praticati da Mr Locke) quasi un secolo più tardi.

## Psicologia cognitiva
Prendere appunti è un comportamento umano complesso, che coinvolge una vasta gamma di processi mentali legati alla gestione delle informazioni, e le loro interazioni con le altre funzioni cognitive.
La persona che prende appunti deve acquisire e filtrare le fonti in entrata, organizzare e ristrutturare preesistenti strutture di conoscenza, comprendere e scrivere la propria interpretazione delle informazioni, e infine conservare e integrare il materiale appena elaborato. Il risultato è una rappresentazione della conoscenza, e la sua conservazione in memoria.
Prendere appunti scritti prevede buone capacità di sintesi. Infatti, il tasso medio di un discorso è 2-3 parole al secondo, ma la velocità di scrittura media è solo di 0,2-0,3 parole al secondo.

## Sistemi
La forma più tradizionale per prendere appunti consiste nello scrivere su un taccuino o altri supporti cartacei come un post-it. Col progredire della tecnologia, sono utilizzati comunemente anche computer, tablet PC e personal digital assistant (PDA).
Nel tempo sono state elaborate varie tecniche e stili per prendere appunti più velocemente. Si distingue generalmente tra metodi lineari e non lineari, che possono anche essere combinati.

### Metodi lineari

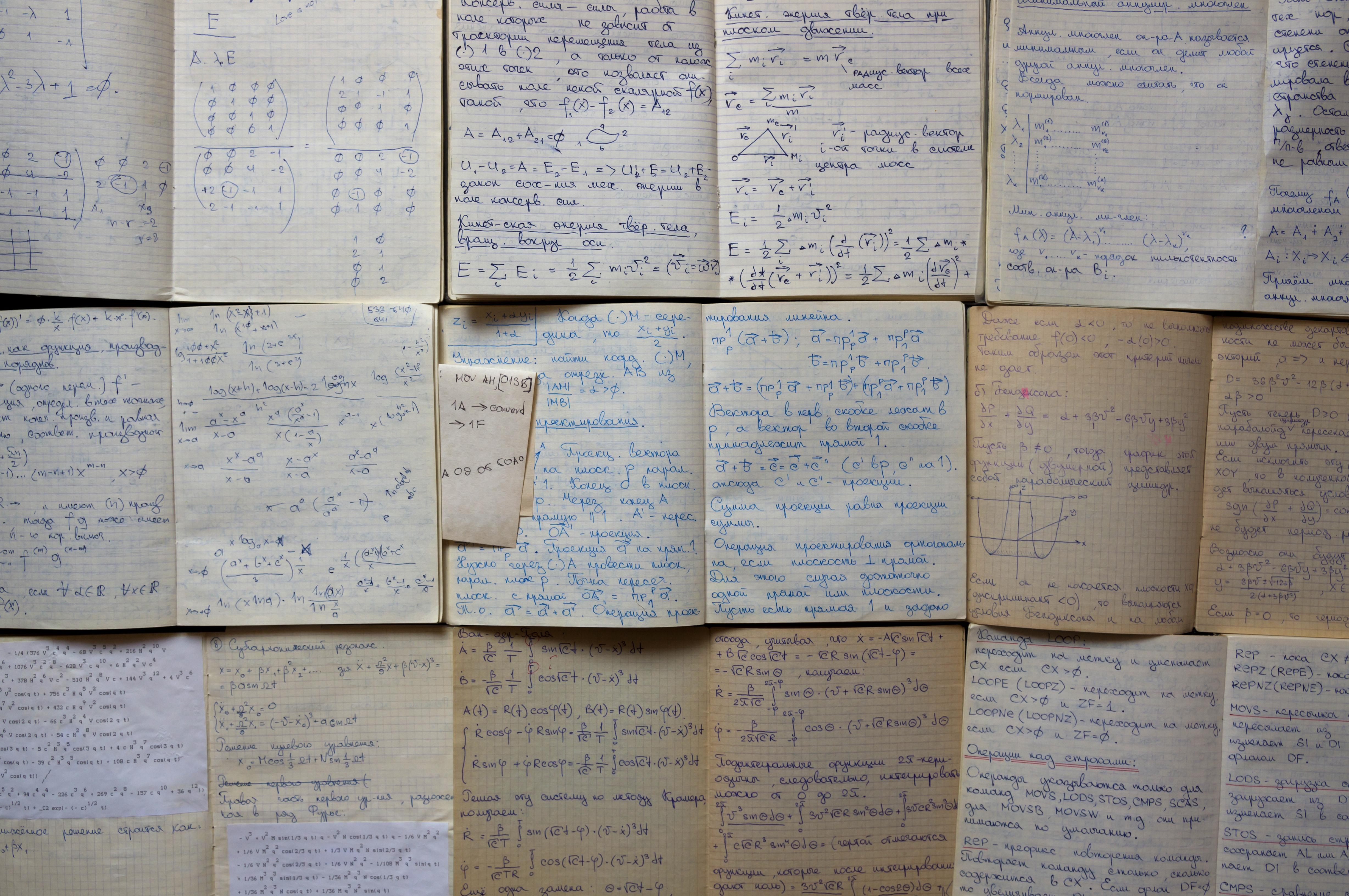
L'appunto

Il formato iniziale degli appunti spesso è informale e non strutturato.
Una tecnica specializzata è la stenografia, che consente di scrivere molto rapidamente e quindi di appuntare grandi quantità di informazioni.
Altre tecniche comuni per prendere appunti rapidamente sono l'usare sintagmi nominali, abbreviazioni e acronimi; sostituire le parole e i suffissi comuni con simboli; riassumere le enumerazioni con un iperonimo.
Frequente è anche l'uso del linguaggio SMS.
Per consentire l'inserimento di nuovo materiale si possono lasciare spazi tra gli argomenti, o in un quaderno a spirale utilizzare il retro della pagina precedente.
Viene definito "Metodo frase" la tecnica per cui ogni nuovo pensiero è scritto come una nuova linea. Consente una buona velocità perché non è necessario riflettere molto per la formattazione e per creare spazio per l'inserimento di più note. Usando questa tecnica è anche possibile numerare facilmente le note. Questo metodo può permettere al lettore di capire dove comincia un nuovo pensiero e finisce quello precedente.
Per rendere le informazioni più facili da trovare e da capire successivamente, è possibile disporre le informazioni in strutture, anche in una fase successiva alla raccolta vera e propria.
La struttura e i contorni tendono a procedere verso il basso della pagina, usando titoli e caratteri corsivi evidenziati. 
Un sistema comune è costituito da titoli che usano i numeri romani, lettere dell'alfabeto, e numeri arabi  a diversi livelli.
Una struttura tipica potrebbe essere:
I. Primo argomento principale
A. Sotto-argomento
1. Dettaglio
2. Dettaglio
B. Sotto-argomento
II. Secondo argomento principale
A. Sotto-argomento
Informazioni su programmi software che supportano la struttura sono nella pagina Outliner.

### Metodi non-lineari
Ci sono molti metodi non-lineari per prendere appunti, tra cui: clustering, mappa concettuale, Cornell system, idea mapping, instant replays, diagramma di Ishikawa, mappe cognitive o mappe della conoscenza, learning maps, mappa mentale, model maps, Pyramid principle, rete semantica, e SmartWisdom.
Di seguito sono riportate informazioni su alcuni di questi metodi.

#### Utilizzo di grafici o tabelle
In alcuni casi può essere utile creare un grafico con simboli, o una tabella con righe e colonne. Grafici e diagrammi di flusso sono utili per documentare un processo o un evento. Le tabelle sono utili per fatti e valori.
Gli appunti sono a volte rappresentati con una struttura ad albero, con linee che li collegano insieme.

#### Mappe mentali

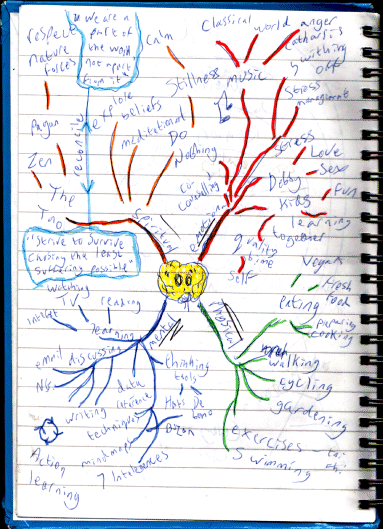
Una mappa mentale connette idee insieme visivamente

Le mappe mentali sono comunemente disegnate a partire da un punto centrale che rappresenta l'oggetto o obiettivo principale della mappa, da cui partono diramazioni verso l'esterno per identificare tutte le idee collegate all'obiettivo.
Colori, icone e simboli sono spesso utilizzati per aiutare a visualizzare le informazioni più facilmente.
Questo metodo di prendere appunti è una pratica di base di molte tecniche di apprendimento visivo e accelerato, ed è utilizzato anche per la pianificazione e la scrittura di saggi.

## SQ3R per prendere appunti da materiale scritto (sintesi)
Un metodo comune per sintetizzare materiale scritto è SQ3R, la cui finalità principale è comunque di facilitare la comprensione e la memorizzazione del testo originale.